# Ďáblova přehrada
Ďáblova přehrada (anglicky Diablo Dam) je jedna ze tří přehrad na horním toku řeky Skagit v okrese Whatcom v americkém státě Washington. Je částí hydroekologického projektu řeky Skagit, který zajišťuje velké množství elektrické energie pro město Seattle. V roce 1917 se začalo pracovat na desetikilometrovém tunelu skrz Ďáblův kaňon a poté byla postavena i elektrárna. Zatímco pracovníci museli vydržet extrémní klimatické a horské podmínky, úředníci společnosti Seattle City Light měli na starost politiku a diplomacii celé záležitosti. V roce 1930 byla přehrada postavena a o šest let později začala vyrábět elektřinu.
Výsledkem byla elektřinu generující přehrada, jejíž nádrž dostala jméno Ďáblovo jezero. V době dokončení stavby byla přehrada se svými 119 metry nejvyšší přehradou světa. Voda vstupuje do dvou generátorů, které mají kapacitu po 64,5 megawattech.

## Ďáblovo jezero
Jezero je domovem pro různé druhy ryb, mezi které patří pstruh duhový, Oncorhynchus clarkii, siven americký a federálně ohrožený siven velkohlavý. Jedná se o populární destinaci kajakářů a kanoistů. Unikátní tyrkysové zbarvení vody je přičítáno ledovcům, které z hornin vyřezávají jemný prášek, který se do jezera dostává skrz četné horské potoky. Prášek pak zůstává v jezeře a barví jeho vodu do tyrkysova.